# Železniční trať Počerady–Vrskmaň
Železniční trať Počerady–Vrskmaň je zrušená železnice, která v letech 1887–1984 spojovala Počerady v okrese Most s Vrskmaní v okrese Chomutov. Sloužila zejména k přepravě hnědého uhlí z dolů u Jirkova, cukrové řepy a do roku 1960 k osobní dopravě.

## Historie

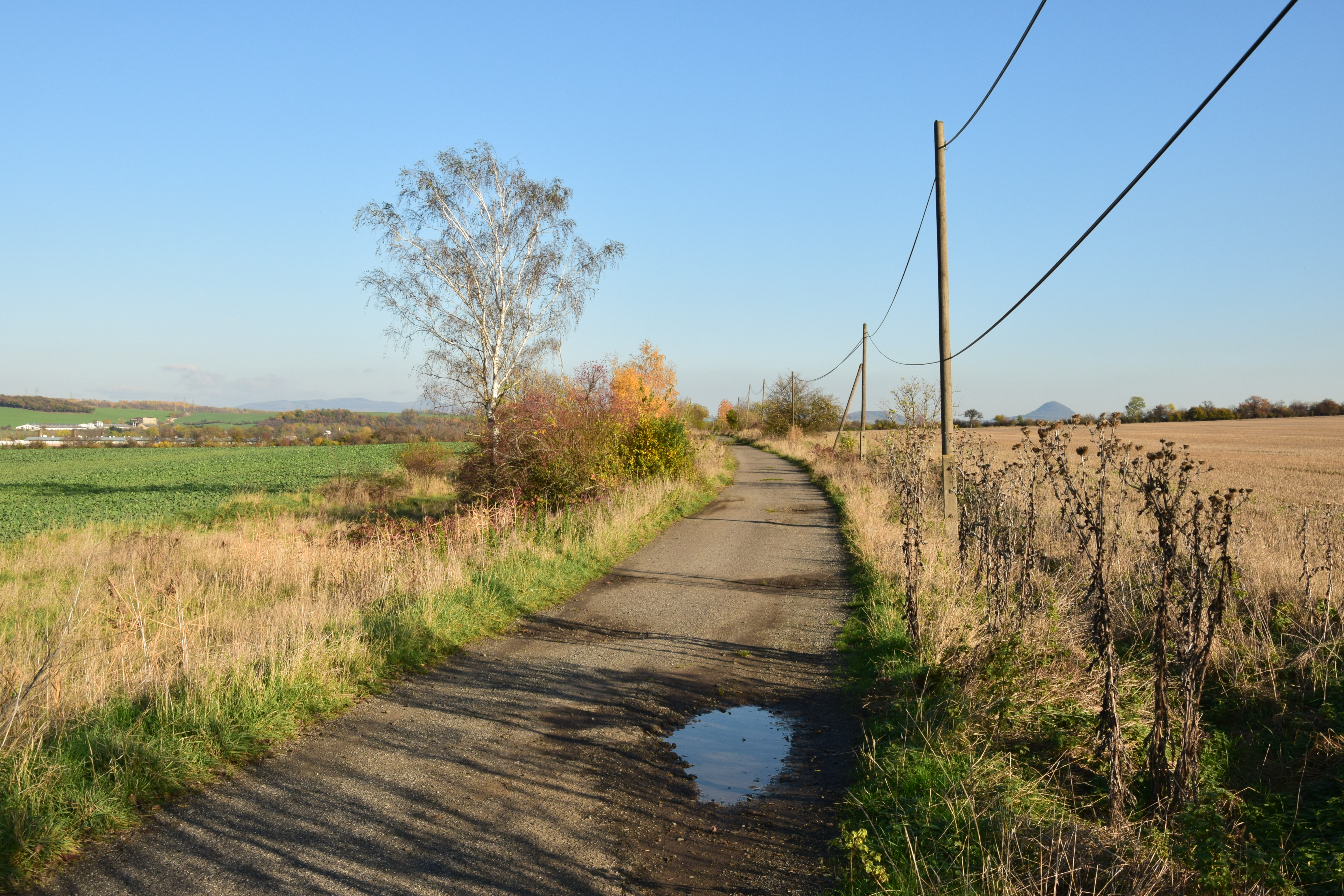
Těleso trati mezi Havraní a Polerady slouží jako cyklotrasa.

Koncesi k provozování dráhy získali Markus Stein a Adolf Löw 2. listopadu 1881. Jejich cílem bylo postavit železnici, která by propojila trať Ústí nad Labem – Chomutov s tratí Žatec–Obrnice. Po nové trati se mělo přepravovat hnědé uhlí z Jirkovské pánve a cukrová řepa do havraňského cukrovaru. Provoz na trati byl zahájen 1. března 1887. Až do konce roku 1922 jej zajišťovala společnost Rakouské státní dráhy. Od 1. ledna 1922 byla dráha zestátněna a spravována obvodním ředitelstvím Praha sever. Během druhé světové války trať spravovalo ředitelství v Drážďanech.
Přepravu uhlí umožnily vlečky k dolům Běta a Elektra u Vrksmaně, dolu Anna ve Strupčicích a dolu Hrabák u Čepiroh. U strupčického nádraží končila dopravní lanovka od pohlodského dolu Ondřej a v Poleradech od dolu Moravia. Nákladní dopravu zajišťovala lokomotiva 414.0 a osobní dopravu tři osobní a dva zavazadlové vozy.
S rozšiřováním lomů Jan Šverma a Vršany se význam lokálky snižoval. Osobní doprava byla na trati zastavena od 1. ledna 1960, ale nákladní pokračovala a v úseku Havraň–Vrskmaň probíhala až do roku 1984.

## Stanice a zastávky

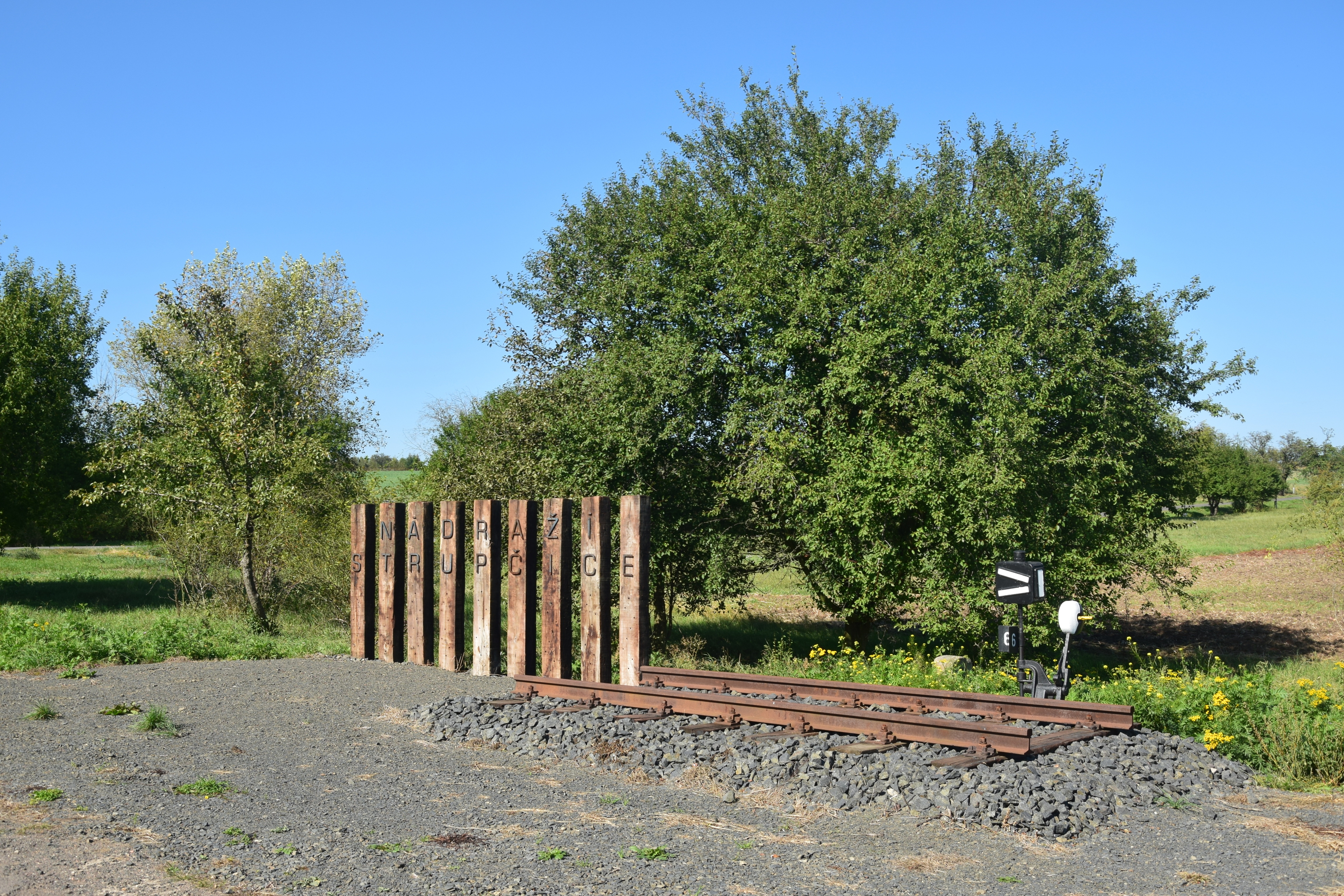
Pomník připomínající strupčické nádraží

Většina stanic a zastávek byla otevřena 1. března 1887, ale stanice Počerady na starší trati byla v provozu od roku 1872 a koncová Vrskmaň už od roku 1870. Zastávka v Koporeči byla zřízena až 1. dubna 1933 a v Okoříně od 15. května 1933. Stanice Vrskmaň (od roku Vrskmany nádraží místní dráhy) na lokálce byla propojena se stanicí Vrskmaň na trati Ústí nad Labem – Chomutov až v roce 1926. Na trati stávaly stanice a zastávky:
- Počerady (km 0)
- Polerady u Mostu (km 4,0)
- Koporeč (km 6,0)
- Havraň (km 7,9)
- Malé Březno u Mostu (km 11,4)
- Strupčice (km 13,6)
- Okořín (km 15,8)
- Vrskmaň (Vrskmany nádraží místní dráhy, km 17,6)
- Vrskmaň (km 17,8)

## Pozůstatky trati
Těleso železnice se částečně dochovalo v úseku od Malého Března do Polerad, kde koleje nahradila asfaltová místní komunikace. Kromě propustků a jiných drobných památek se u Polerad dochoval zděný viadukt a v polích mezi Havraní a Koporečí budova vodárny. Zastávka Malé Březno stávala v místech fotbalového hřiště.